# На шареном ћилиму
„На шареном ћилиму” је југословенски ТВ филм из 1977. године. Режирао га је Душан Анђић а сценарио је написала Даница Сарић.

## Улоге
| Глумац          | Улога |
| --------------- | ----- |
| Зоран Бечић     |       |
| Весна Машић     |       |
| Јосип Пејаковић |       |